# 缺鬚短稚鱈
缺鬚短稚鱈，為輻鰭魚綱鱈形目稚鱈科的其中一種，分布於西大西洋加勒比海、美國東岸；東大西洋維德角群島等海域，為亞熱帶海水魚，深度200-800公尺，體長可達23公分，棲息在大陸坡底中層水域，生活習性不明。

## 扩展阅读
維基物種上的相關：缺鬚短稚鱈